# Dąb (Korsze)
Dąb (deutsch Eichenau) ist ein kleiner Ort in der polnischen Woiwodschaft Ermland-Masuren und gehört zur Gmina Korsze (Stadt- und Landgemeinde Korschen) im Powiat Kętrzyński (Kreis Rastenburg).

## Geographische Lage
Dąb liegt in der nördlichen Mitte der Woiwodschaft Ermland-Masuren, 21 Kilometer nordwestlich der Stadt Korsze (deutsch Korschen).

## Geschichte
Eichenau war bis 1945 ein Vorwerk und Wohnplatz von Glaubitten (polnisch Głowbity) im Kreis Rastenburg im Regierungsbezirk Königsberg in der preußischen Provinz Ostpreußen. In Kriegsfolge kam der Ort 1945 mit dem gesamten südlichen Ostpreußen zu Polen. Die heutige Siedlung (polnisch Osada) mit der polnischen Namensform „Dąb“ ist jetzt eine Ortschaft innerhalb der Stadt- und Landgemeinde Korsze (Korschen) im Powiat Kętrzyński (Kreis Rastenburg), bis 1998 der Woiwodschaft Olsztyn, seither der Woiwodschaft Ermland-Masuren zugehörig.

## Kirche
Bis 1945 gehörte Eichenau zum Sprengel Langheim (polnisch Łankiejmy) der evangelischen Pfarrei Langheim-Gudnick in der Kirchenprovinz Ostpreußen der Kirche der Altpreußischen Union sowie zur katholischen Pfarrei Rößel (polnisch Reszel) im Bistum Ermland. Heute ist Dąb katholischerseits weiterhin nach Reszel eingegliedert, das jetzt zum Erzbistum Ermland gehört. Die evangelischen Einwohner orientieren sich zur Pfarrei Kętrzyn (Rastenburg) mit den Filialkirchen Barciany (Barten) und Bartoszyce (Bartenstein) in der Diözese Masuren der Evangelisch-Augsburgischen Kirche in Polen.

## Verkehr
Dąb ist über Landwege von Giełpsz (Gelbsch), Słępy (Schlömpen) und Głowbity (Glaubitten) zu erreichen. Bis 2002 war Głowbity die nächste Bahnstation an der Bahnstrecke Głomno–Białystok, die jetzt nur noch ab  Korsze bedient wird.